# Langwarden
Langwarden ist ein Ort auf der Halbinsel Butjadingen im Landkreis Wesermarsch, Niedersachsen in Deutschland.
Zu Langwarden gehörten einst auch die Inseln Mellum und Minsener Oog.

## Geschichte

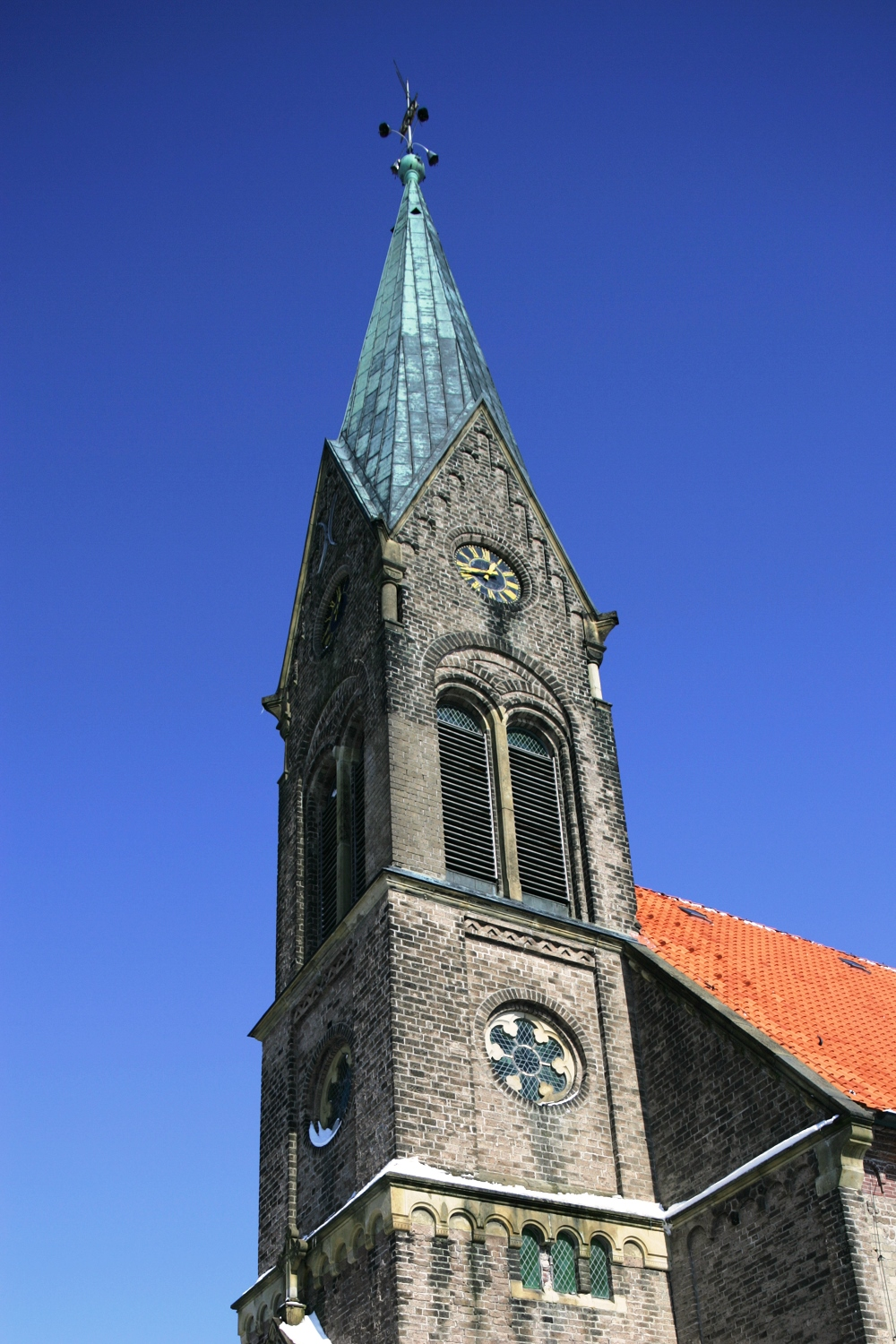
Neoromanischer Turm der St.-Laurentius-Kirche

Bis ins Mittelalter hinein hatte Langwarden einen Hafen, der ein Grund für Langwardens wirtschaftliche Bedeutung und Wachstum war.
Das heutige Wahrzeichen Langwardens, die 850 Jahre alte St.-Laurentius-Kirche, zeugt von dieser Phase des Reichtums.
1910 hatte die Gemeinde Langwarden 1519 Einwohner.
1933 entstand aus den Gemeinden Langwarden, Burhave, Eckwarden, Tossens, Waddens und Stollhamm die neue Gemeinde Burhave, die 1936 in Gemeinde Butjadingen umbenannt wurde. Während des Zweiten Weltkrieges wurde in Langwarden die schwere Flakbatterie Langwarden errichtet.
1948 entstanden wieder drei selbständige Gemeinden: Langwarden mit Sitz in Tossens, Burhave und Stollhamm.
Am 1. März 1974 entstand aus den drei Gemeinden wieder die Gemeinde Butjadingen mit Sitz in Burhave.

## Sehenswertes

### Laurentiuskirche

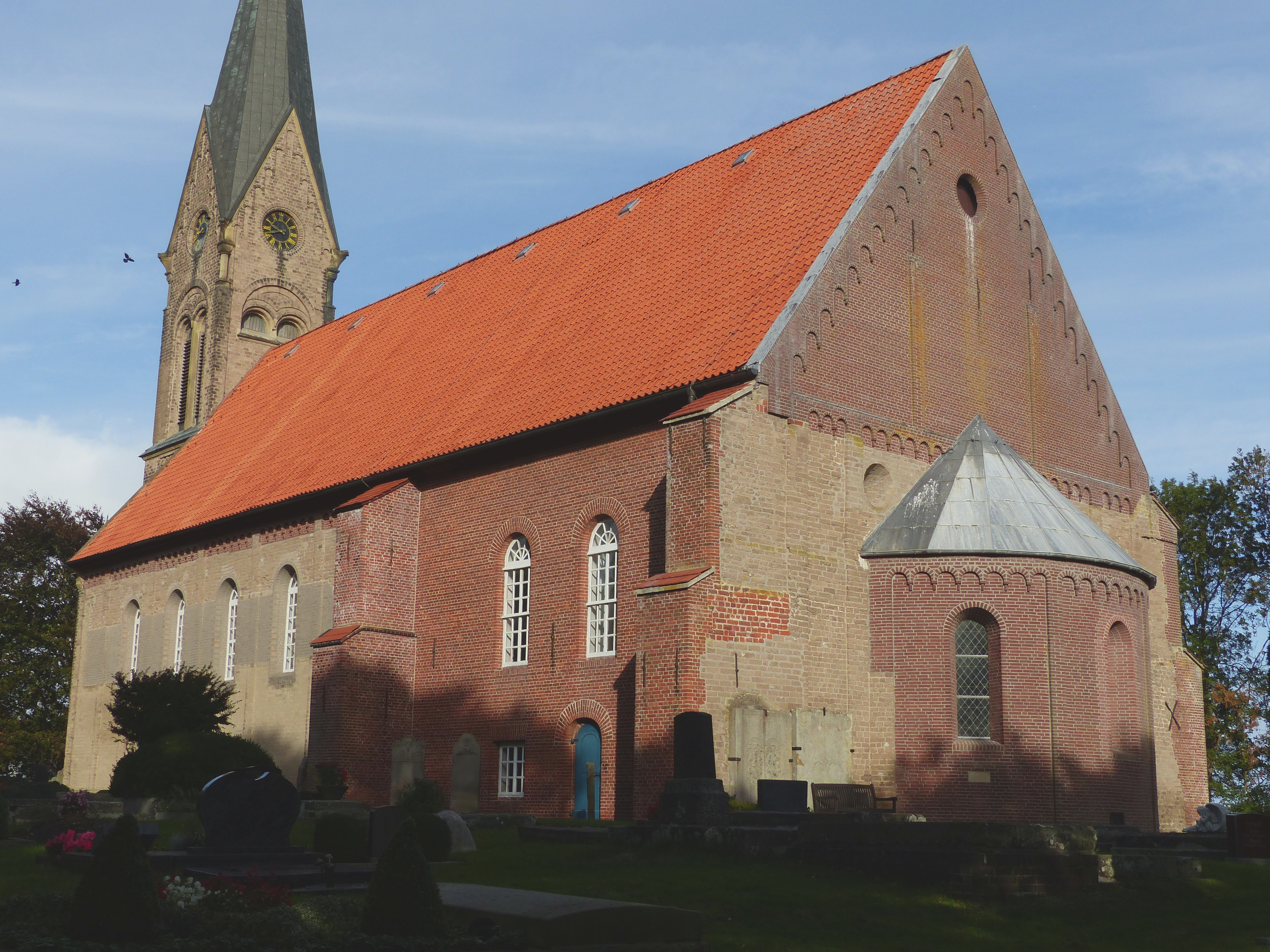
Kirche von Südosten mit neuen Backsteinwänden anstelle des Querhauses, im Giebeldreieck und um die Apsis

Die Laurentiuskirche ist ein romanischer Tuffsteinbau und wurde in der 2. Hälfte des 12. Jahrhunderts als nicht ganz vollständige Kreuzkirche aus Langhaus, Querhaus und Apsis errichtet.
Für die kleine Gemeinde zu groß und in der Unterhaltung zu teuer, wurde sie 1844 verkleinert. Beide Querhausarme wurden abgetragen und das Giebeldreieck des Ostgiebels erneuert. Auch die heutige Gestalt der Apsis stammt von diesem Umbau, erkennbar am neuzeitlichen Ziegelformat. Innen sieht man noch die alte Vierung mit beiden Bögen der Querhausanschlüsse, von außen nur noch den nördlichen Bogen.
Die Kirche beherbergt eine rund 350 Jahre alte Orgel, die zu den bedeutendsten Instrumenten Norddeutschlands zählt. Sie wurde im Jahr 1650 von Hermann Kröger und seinem Meistergesellen Berendt Hus erbaut.
Im Sommer finden hier regelmäßig Orgelkonzerte im Rahmen des Langwarder Orgelsommers statt.

### Steinhaus

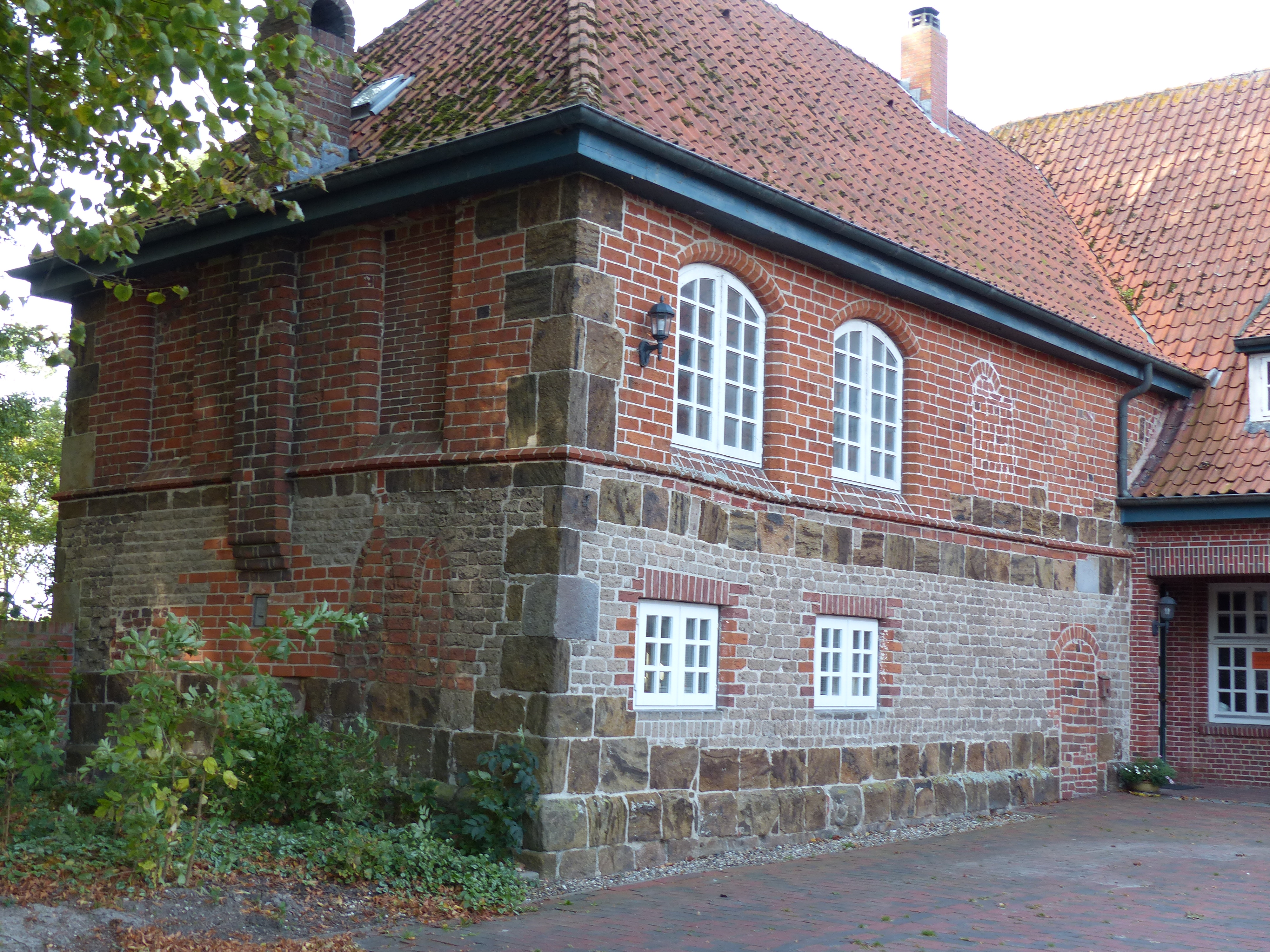
Südflügel der Pastorei, ein friesisches Steinhaus

Am Westende des Dorfes und der Dorfwurt liegt auf dem Friesenhügel der Friesenkirchhof. Zeitweise stand hier eine zweite Dorfkirche. Noch heute steht hier die Pfarrei. Deren Südflügel ist ein friesisches Steinhaus. Im Gegensatz zu vielen anderen, deren aufragendes Mauerwerk ganz aus Backstein besteht, wurde hier das Erdgeschoss in der ersten Hälfte des 14. Jahrhunderts überwiegend aus Sandstein und Tuffstein errichtet, weist allerdings an der Südseite zwei kleine vermauerte Spitzbogenfenster auf.
Das Obergeschoss entstand Anfang des 16. Jahrhunderts aus Backstein. Später wurden der einst steile Giebel abgetragen und die meisten Fenster vergrößert.
Mit auf dem Friesenhügel steht eine Stele zum Gedenken an die Toten des Krieges von 1870/1871.

## Zehn-Mark-Banknote

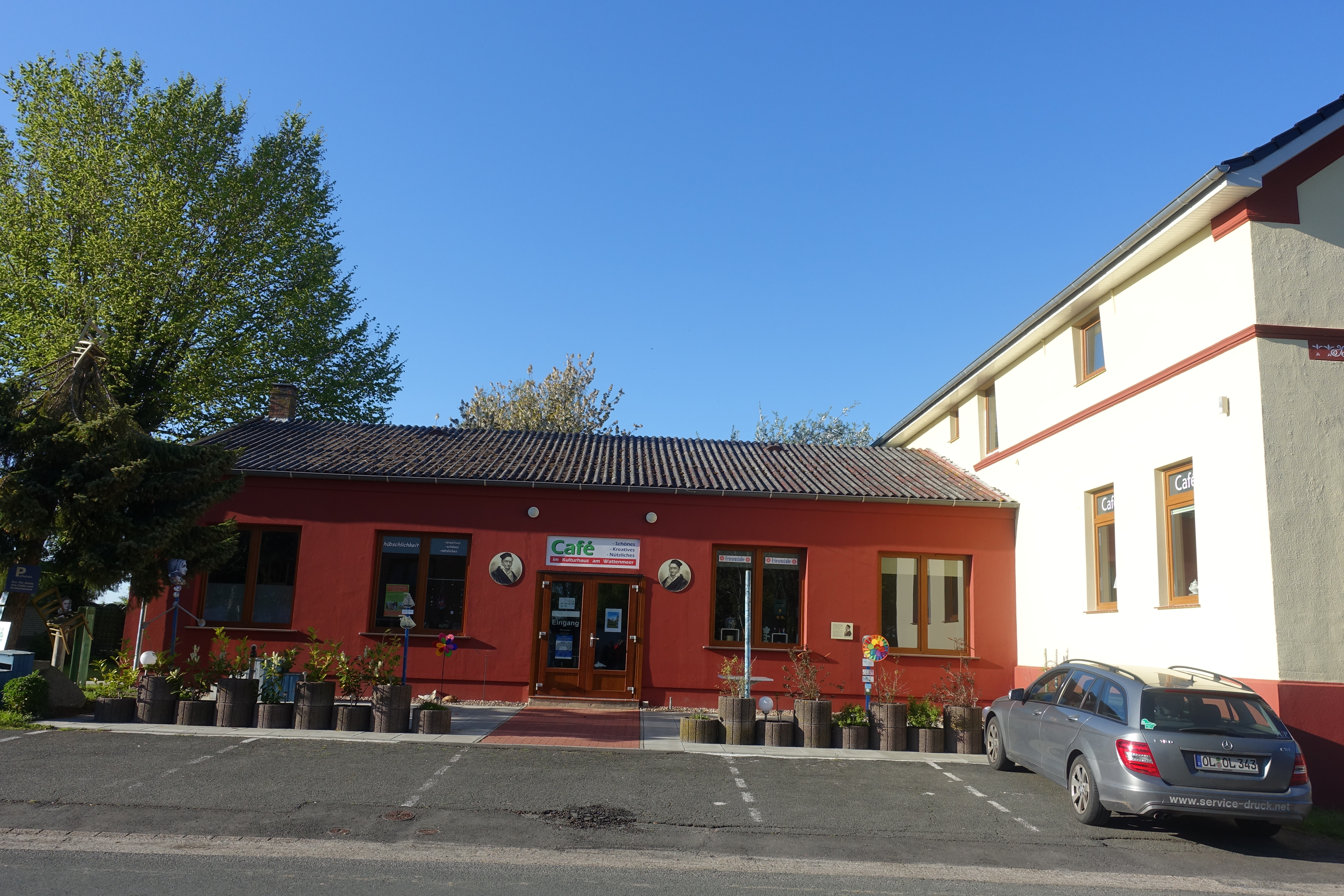
Das Wirtshaus, in dem Carl Friedrich Gauß 1825 übernachtet hat, heute Kulturhaus Langwarden

Die hoch gelegene Kirche in Langwarden hatte 1825 eine wichtige Funktion im Rahmen der Landesvermessung, die damals im Wege der Triangulation durch Carl Friedrich Gauß (1777–1855) im Rahmen der Gaußschen Landesaufnahme erfolgte.
Gauß hielt sich vom 27. Juni bis 12. Juli 1825 in Langwarden auf.

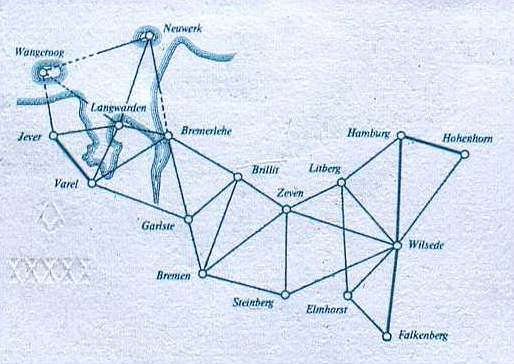
Ausschnitt von der 10 Deutsche-Mark-Note mit Langwarden als Messpunkt

Auf dem letzten 10-Deutsche-Mark-Schein, der von 1991 bis 2001 gesetzliches Zahlungsmittel war, ist ein Ausschnitt des Vermessungsnetzes abgebildet, in dem auch der Messpunkt Langwarden markiert ist.

## Verkehrsanbindung
Fährverbindungen bestehen über die Weser von Nordenham nach Bremerhaven und, in den Sommermonaten, über den Jadebusen von Eckwarderhörne nach Wilhelmshaven.
Von Nordenham gibt es eine Bahnverbindung nach Bremen.
Die Gemeinde ist über den Wesertunnel südlich von Nordenham an die A 27 angeschlossen. Über Varel und Jaderberg ist die A 29 zu erreichen.

## Persönlichkeiten
- Richard Bahlmann (1887–1974), Politiker, lebte in Langwarden